# Soricomys
A Soricomys az emlősök (Mammalia) osztályának a rágcsálók (Rodentia) rendjébe, ezen belül az egérfélék (Muridae) családjába tartozó nem.

## Rendszerezés
A nembe az alábbi 4 faj tartozik:
- Soricomys kalinga (Balete, Rickart & Heaney, 2006) - típusfaj; korábban: Archboldomys kalinga
- Soricomys leonardocoi Balete et al., 2012
- Soricomys montanus Balete et al., 2012
- Soricomys musseri (Rickart, Heaney, Tabaranza & Balete, 1998) - korábban: Archboldomys musseri